# Car-tank
Car-tank (ros. Царь-танк), także Nietoperz (ros. Нетопырь) lub czołg Lebiedenki (Танк Лебеденко) – prototypowy rosyjski wóz bojowy skonstruowany w latach 1914–1915. Projekt został zarzucony po testach, które wykazały, że zastosowane silniki są zbyt słabe, a sam pojazd podatny na ogień artylerii.

## Historia

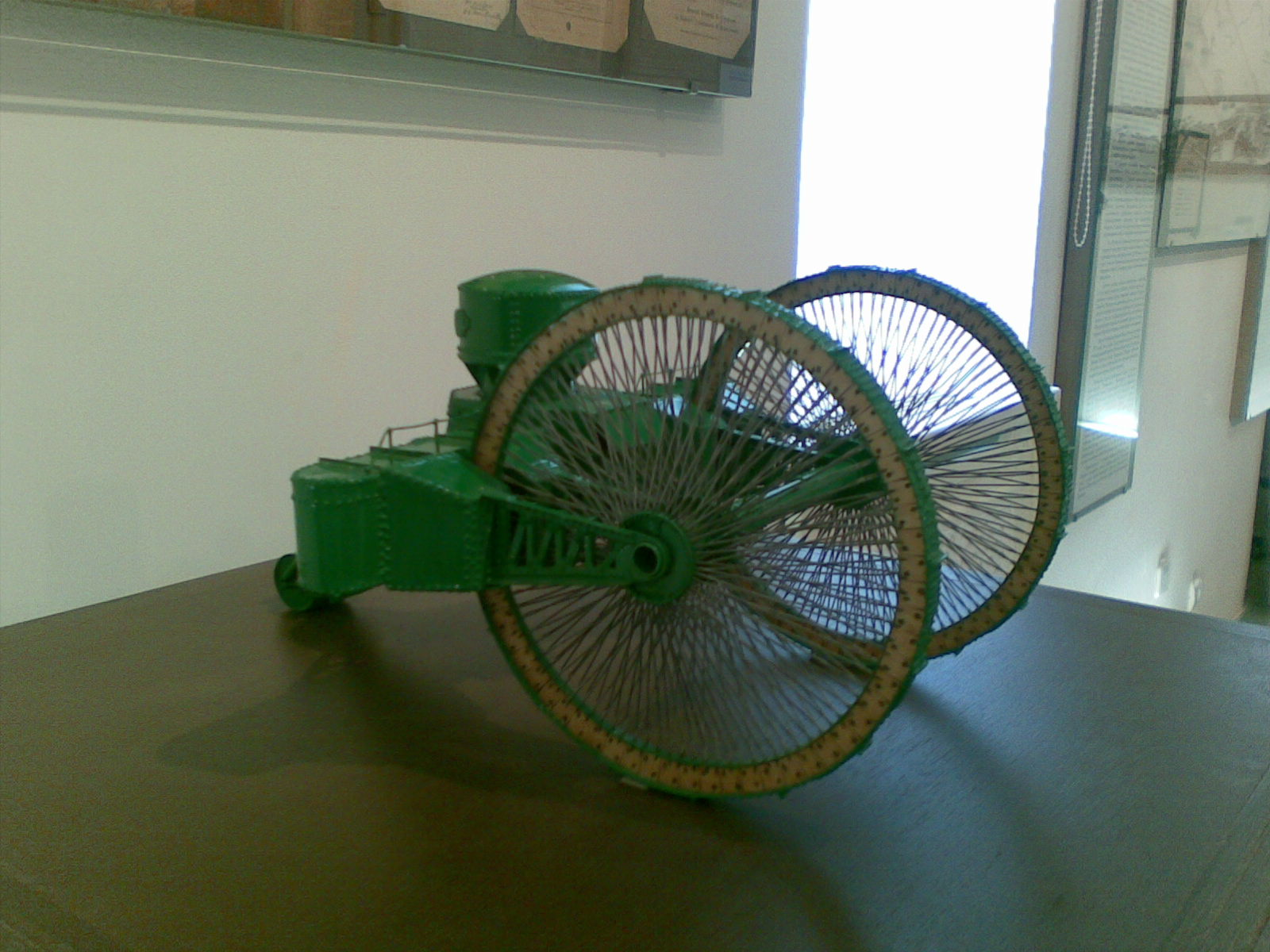
Współczesny model pojazdu

Na pomysł konstrukcji tego nietypowego pojazdu wpadł inżynier Lebiedenko, który pracował w prywatnej firmie produkującej uzbrojenie dla armii carskiej. Drewniany model poruszający się dzięki mechanizmowi gramofonu został zaprezentowany carowi Mikołajowi II, który zlecił budowę pojazdu pełnowymiarowego.
Budowa pojazdu odbiegała zupełnie od dziś stosowanych standardów – wóz nie poruszał się przy pomocy gąsienic, ale oparty był na trójkołowym podwoziu, składającym się z dwóch większych kół przednich o średnicy 9 metrów oraz pojedynczego tylnego o średnicy 1,5 metra. Wieża, w której miały być zamontowane działa i karabiny maszynowe, znajdowała się na wysokości prawie 5 metrów nad ziemią. Po bokach kadłuba miały znajdować się stanowiska dział, a dodatkowe uzbrojenie miało być także umieszczone w wieżyczce podwieszanej pod podwoziem.
Potężne koła przednie miały za zadanie ułatwiać pokonywanie większych przeszkód. W wyniku błędnych obliczeń masy pojazdu tylne koło często grzęzło w miękkiej ziemi i rowach, a silniki zastosowane w przednich kołach były zbyt słabe, żeby wyciągnąć z nich wóz. Prezentacja przed specjalną komisją w sierpniu 1915 zakończyła się fiaskiem. Konstruktorzy podjęli prace nad zastosowaniem mocniejszych silników, lecz zarzucili je ze względu na zbyt wysokie koszty. Pojazd został ostatecznie zezłomowany w 1923.